# Tetrastichus lugubris
Tetrastichus lugubris is een vliesvleugelig insect uit de familie Eulophidae. De wetenschappelijke naam is voor het eerst geldig gepubliceerd in 1969 door De Santis.